# Tide (transportselskab)
 For alternative betydninger, se Tide. (Se også artikler, som begynder med Tide)
Tide AS er et norsk transportselskab, der blev dannet i november 2006 som en fusion af Hardanger Sunnhordlandske Dampskipsselskap (HSD) og Gaia Trafikk. Gennem en yderligere fusion med Det Stavangerske Dampskibsselskap AS blev selskabet Norges største færge- og hurtigfærgerederi målt på antallet af fartøjer. Koncernen ledes af Dagfinn Neteland. Selskabet omsætter årligt for 2 mia. norske kroner, beskæftiger 3.500 ansatte og har hovedsæde i Bergen og Stavanger.
DSD AS er hovedaktionær af Tide, DSD har hovedkontor i Stavanger.

## Koncernstruktur
Koncernen er opdelt i tre datterselskaber: Tide Buss AS, der driver bybusser i Bergen og størstedelen af rutebilerne i Hordaland, Tide Sjø AS, som driver færger og hurtigfærger i det vestlige Norge og rejseselskabet Tide Reiser AS, der også driver hurtigbusser, lufthavnsbusser og feriebusser. De største ejere er Det Stavangerske Dampskibsselskap (75%) og Sparebanken Vest (10%). Tide AS er noteret på Oslo Børs.

## Danmark
29. juni 2008 gik Tide ind på det danske marked, da selskabets licitation til at drive bybusserne i Odense for FynBus trådte i kraft. Licitationen løber til 2013. Alle Tides aktiviteter i Danmark er organiseret igennem datterselskabet Tide Bus Danmark.
Senere har Tide vundet licitation på en række bybusser på Fyn og regionalruter i Sydjylland.
Senest, i 2021, har TideBus vundet udbud for Nordjyllands Trafikselskab omfattende 295.000 køreplantimer årligt, fordel på 97 almindelige bybusser samt 13 nye PlusBusser, der skal sættes i drift fra 2023. Udbuddet omfatter foruden de i alt 110 busser også investering og drift af et nyt stort garageanlæg i Aalborg Øst, nær det nye Universitetshospital og AAU. Alle de nye busser SKAL være eldrevne, og må ikke være hybrider.